# Road of Resistance
「Road of Resistance」（ロード・オブ・レジスタンス）は、BABYMETALの配信シングル。2015年2月1日にBMD FOX RECORDSから発売された。

## 概要
当楽曲は、「BABYMETAL BACK TO THE USA/UK TOUR 2014」で2014年11月8日に行なわれたロンドンのO2アカデミー・ブリクストン公演にて初披露された。
その後、2015年1月7日に発売されたライブアルバム『LIVE AT BUDOKAN 〜RED NIGHT〜』の初回限定盤に特典（ミュージック・カード）として封入され、2015年2月1日に配信シングルとしてリリースされた。その他では、欧米で2015年5月・6月に発売されたスタジオアルバム『BABYMETAL』のEU盤・US盤にもボーナストラックとして追加収録されている。

## 録音、制作、音楽性

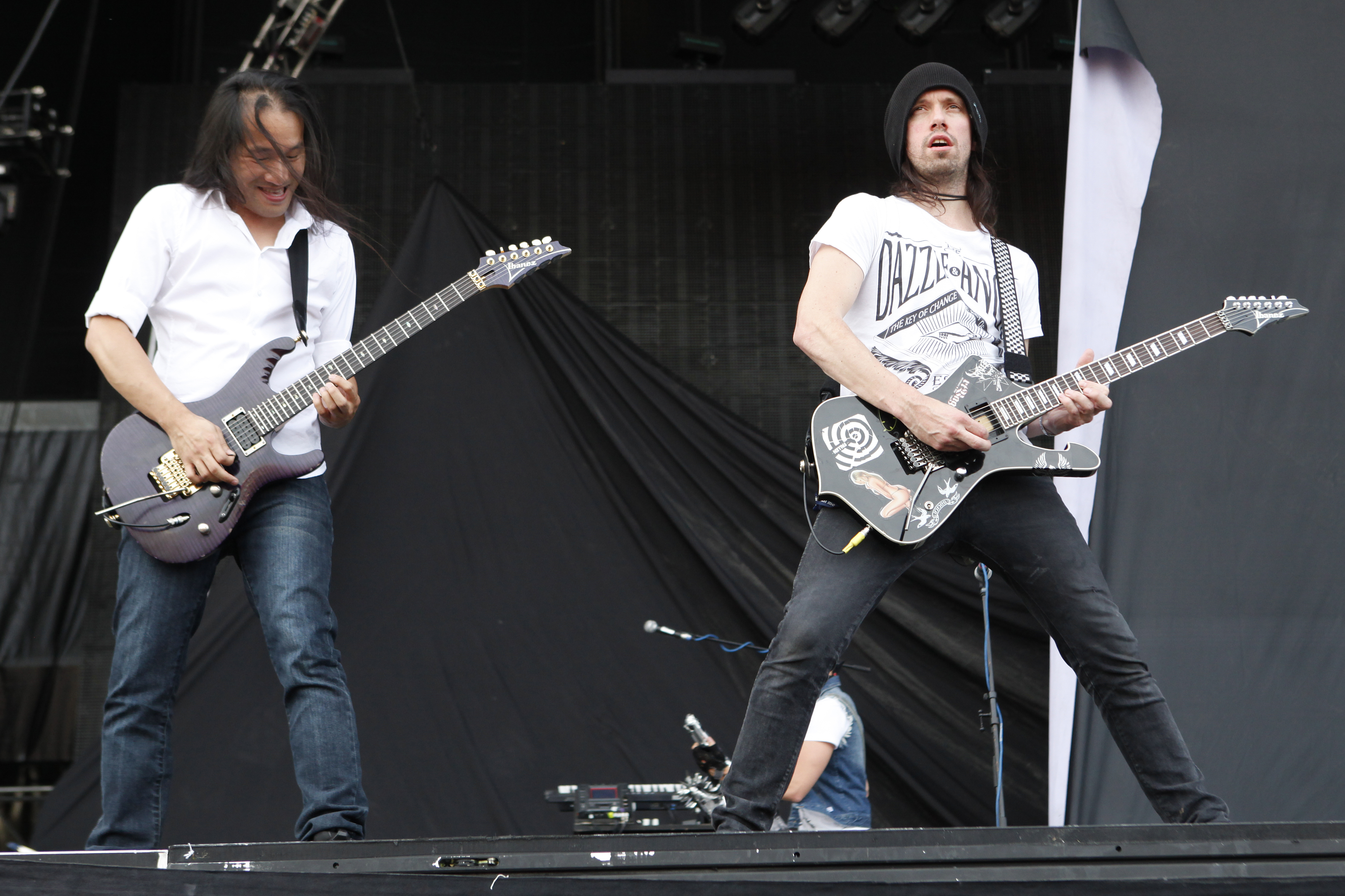
楽曲に参加したドラゴンフォースのハーマン・リ（左）とサム・トットマン（右）。

当楽曲には、ドラゴンフォースのギタリストであるサム・トットマンとハーマン・リがレコーディングに参加しているほか、ディサルモニア・ムンディのエットレ・リゴッティがミックスとマスタリングを担当している。BABYMETALとしては史上最速のメロディックスピードメタルチューンで、これまでの活動とこれからについてを歌った、アンセム的な楽曲となっている。
サム・トットマンによると、レコーディングの時点で自分達がステージで演奏する事を全く想定していなかった為、意図的にギター・パートの難易度を上げたが、2015年6月に行われた「METAL HAMMER GOLDEN GODS AWARDS 2015 CEREMONY」での共演が決まったため、猛練習するはめになったという。

## 批評
米音楽マガジン「Loudwire」が選出する「20 Best Metal Songs of 2015」で14位にランクインし、「この曲は、リズミカルなテンポと背後の叫びという究極の要素によって切り刻まれたハイオクターンのパワーメタルだ。3人組のアイドルは前方中央に立ち、彼女たちの合わさった声は、疾走する曲のスピードにのって舞い上がる。「Road of Resistance」の歌詞は、バンドの典型的な若き無垢から抜け出し、結束して心の赴くままに従うよう皆をうながす。」と紹介された。
称賛/栄誉
前述の「Loudwire」が主催する読者投票企画「5th Annual Loudwire Music Awards」のカテゴリーの一つである「Best Metal Song of 2015」にノミネートされ、一般投票の末に選出された。

## ミュージック・ビデオ
YouTube上のBABYMETALオフィシャルチャンネルで、2015年1月5日には2014年11月にロンドンのO2アカデミー・ブリクストン公演にて初披露された際の映像を中心としたトレーラーが、2015年5月7日には2015年1月にさいたまスーパーアリーナで行った「BABYMETAL LEGEND "2015" 〜新春キツネ祭り〜」でのライブの模様を収めたライブミュージック・ビデオが公開され、いずれもINNI VISIONが映像監督を務めている。

## ライブ・パフォーマンス

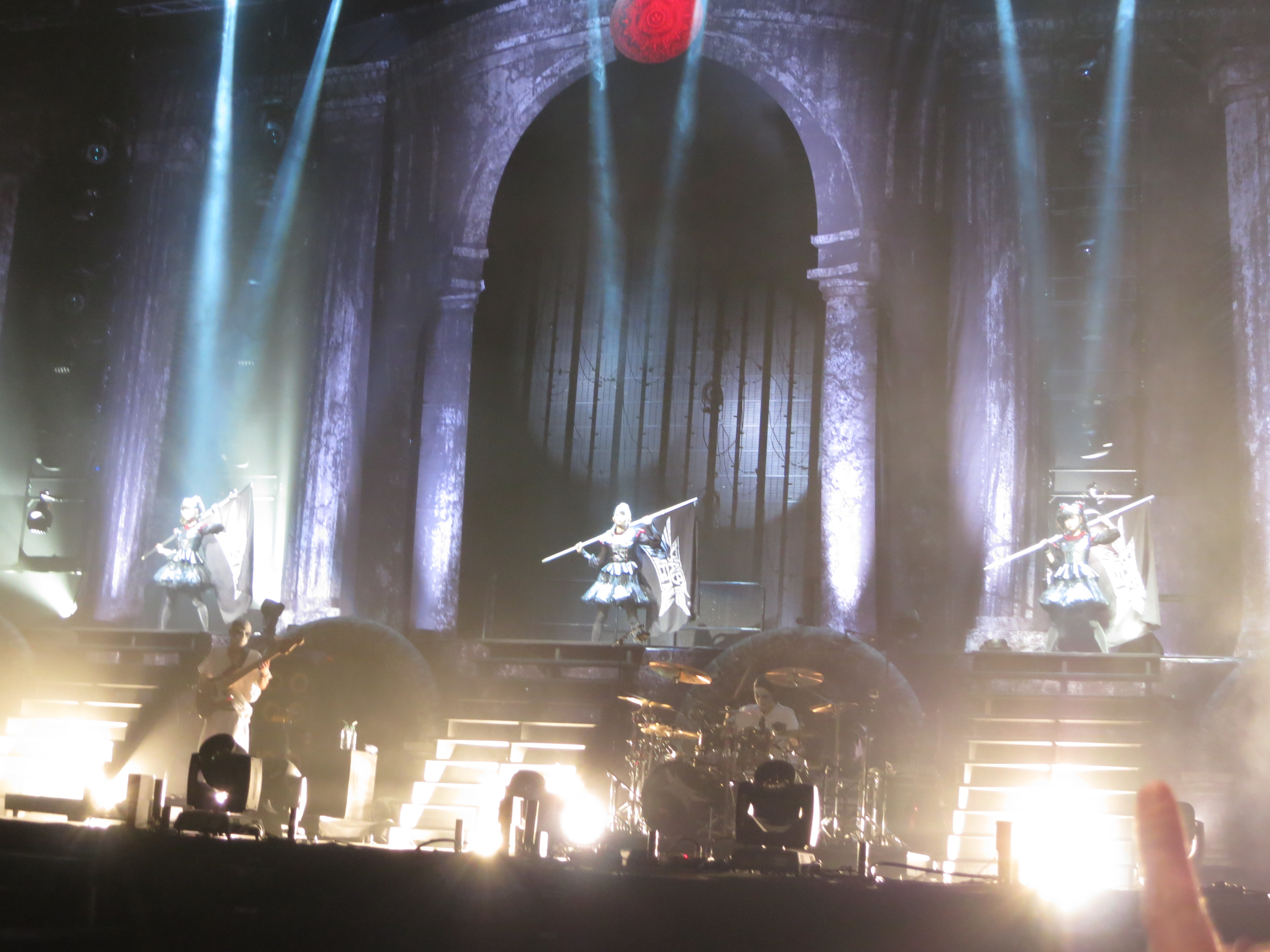
「Road of Resistance」のパフォーマンスの様子（2016年）

ライブで披露される際には、メンバー3人が前奏に合わせ、背中に回したフラッグを掲げてゆっくりとステージに登場するほか、曲中では拳を突き上げて「Wow wow」と観客とシンガロングする一幕もある。